# Kleinbahn Soltau–Neuenkirchen
Die Kleinbahn Soltau-Neuenkirchen GmbH nahm am 15. Mai 1920 den Betrieb auf der Bahnstrecke Soltau–Neuenkirchen auf. 
Nachdem schon beim Bau der Kleinbahn Lüneburg–Soltau eine Verlängerung nach Neuenkirchen oder Rotenburg erwogen worden war, wurden 1913 vom Königreich Preußen, der Provinz Hannover und dem Landkreis Soltau Gelder bereitgestellt, um die Kleinbahn Soltau–Neuenkirchen GmbH gründen zu können. Im Jahre 1914 begannen die Bauarbeiten, die jedoch im Ersten Weltkrieg nicht vollendet werden konnten. Zwar gab es seit Jahresbeginn 1917 einen provisorischen Bahnbetrieb, aber erst am 15. Mai 1920 konnte die Strecke offiziell in Betrieb genommen werden. 
Sie führte vom Knotenpunkt Soltau als Stichbahn nur 12 km nach Nordwesten in die Heide hinein. Der Personenverkehr war 1927 auf ein Zugpaar reduziert worden (5.44 Uhr ab Neuenkirchen; 22.10 Uhr ab Soltau), das bereits 1928 wegfiel; erst 1948 wurde die Personenbeförderung wieder aufgenommen.
Die Kleinbahn Soltau-Neuenkirchen war eine der Vorgängergesellschaften der Osthannoverschen Eisenbahnen, in der sie 1944 aufging. 